# Сколевский район

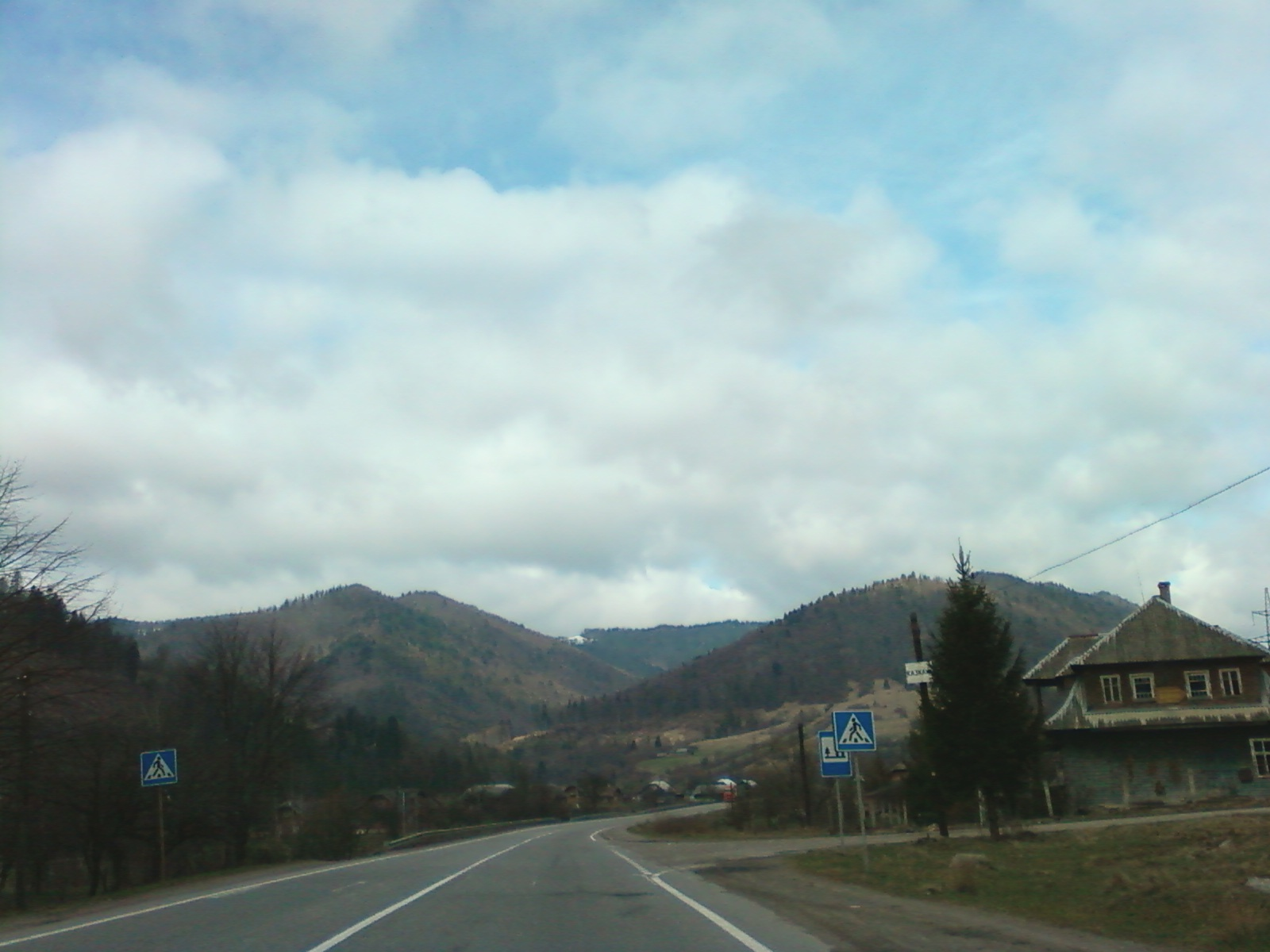
Сколевщина

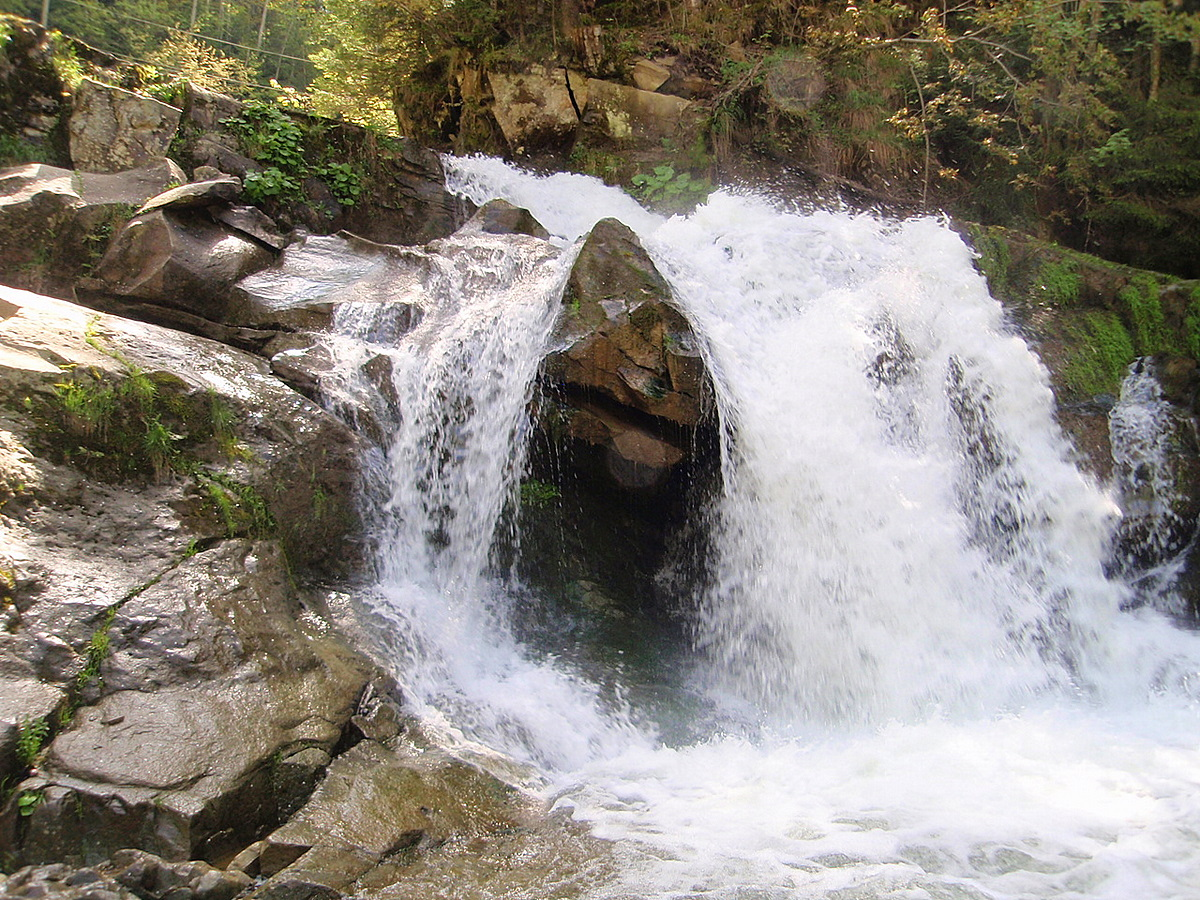
Каменецкий водопад

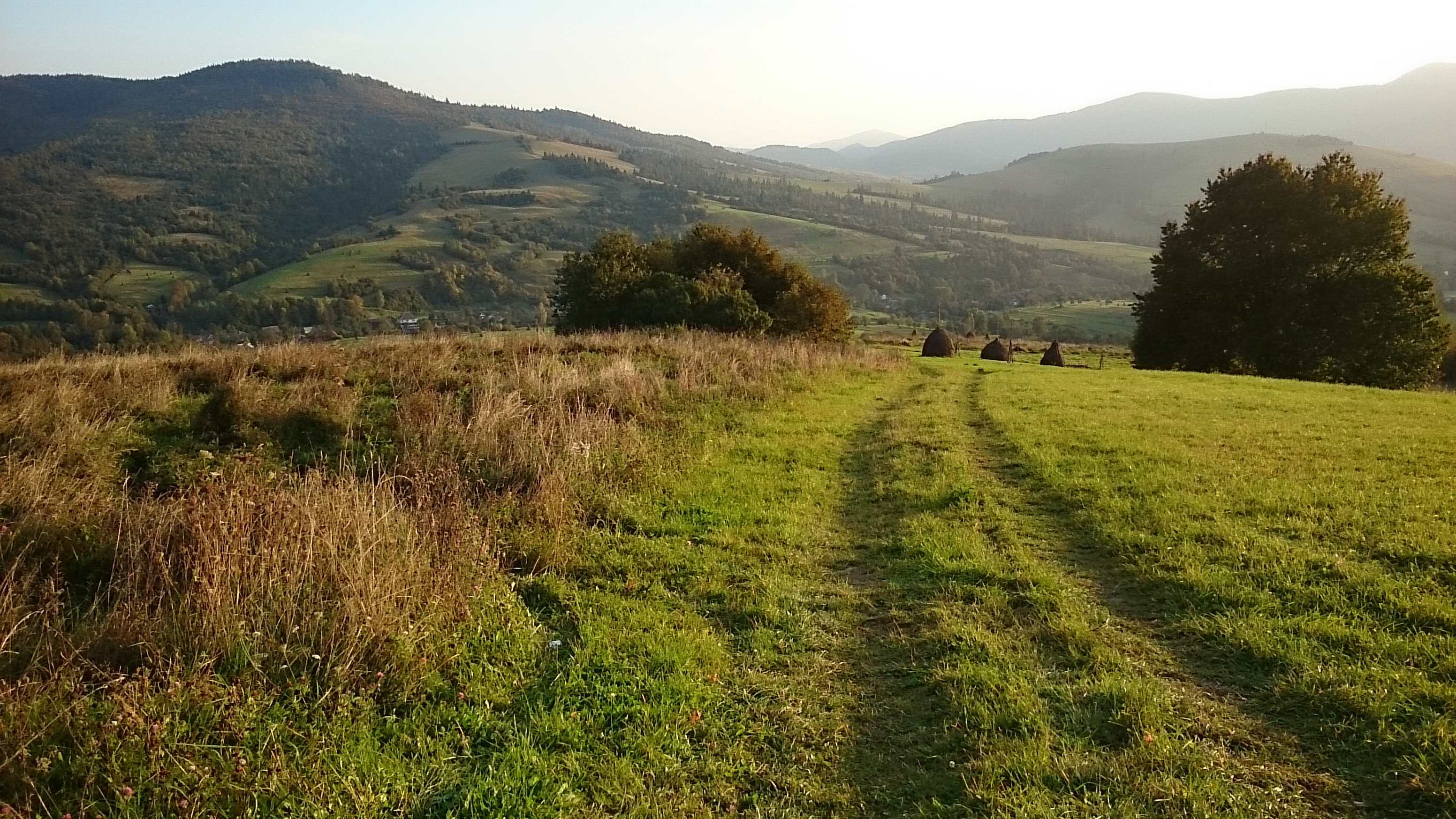
Горы в окрестностях села Климец

Ско́левский райо́н (укр. Сколівський район) — упразднённая административная единица Львовской области Украины. Административный центр — город Сколе.
Сколевский район был образован в январе 1940 года. В 1963 году, в связи с образованием территориально-избирательных управлений, Сколевский район был ликвидирован, а его территория включена в состав Стрыйского района. 8 декабря 1966 года район вновь был восстановлен.
Площадь района составляет 1474 км².
В состав района входят 57 населенных пунктов, подчиненных городскому (г. Сколе), двум поселковым (пгт. Верхнее Синевидное и Славское) и 31 сельских советов.
Рельеф района гористый. Всю его центральную часть занимают Сколевские Бескиды, состоящие из ряда хребтов: Сколевского, Парашки, Манмальстальского, Зелемянского и др. Высота хребтов 900—1000 м, отдельные вершины достигают 1300 м (г. Парашка — 1271 м, Тростян — 1235 м, Писаная — 1236 м).
Район был расположен в южной части Львовской области, на юге и востоке он граничил с Закарпатской и Ивано-Франковской областями, на севере — со Стрыйским и Дрогобычским районом, на западе — с Турковским районом Львовской области.

## История
В Сколевских Бескидах в эпоху бронзы проживали фракийские племена, которые оставили о себе память в названиях гор, рек и поселений. Предполагают, что Карпаты получили название от племени карпидов, Бескиды — от Бесси, а название Сколе — от сколотов (в отечественной истории — скифы). Есть ещё несколько версий происхождения названия.
Здесь в 1015 году от руки брата Святополка Окаянного погиб князь Святослав, сын Владимира Великого, с дочкой и дружинниками. По легенде во время нападения Святополк восклицал: «Сколь их всех!» Так образовалось название «Сколе». По другим утверждениям название происходит от слова «скала», поскольку долина, в которой расположен город, окружена скалами.
Древнейшими поселениями района является с. Верхнее Синевидное (первое письменное упоминание — 1240 год) и г. Сколе (первое письменное упоминание датируется 1397 годом, который по легенде возник в 1015 году после битвы в долине р. Опир между сыновьями князя Владимира Великого Святополком и Святославом). В районе есть остатки крепости Тустань — XI—XIV вв.
Первое письменное упоминание о Сколе датируется 5 мартом 1397 года.
23 сентября 1959 года к Сколевскому району был присоединён Славский район. Упразднён 30 декабря 1962 года, восстановлен 8 декабря 1966 года.

## География
По территории района протекают реки Опир, Стрый.
На территории Сколевского района в пределах массива Сколевских Бескидов расположен Национальный природный парк «Сколевские Бескиды». Самая высокая точка района — гора Парашка (1268 метра).
На реке Большая Речка расположен водопад Гуркало.

## Население
По результатам всеукраинской переписи населения 2001 года в районе проживало 50,3 тысяч человек (100,5 % по отношению к переписи 1989 года), из них русских — 0,2 тысяч человек (0,4 %).
На территории района есть два горнолыжных центра: спорткомплекс «Тисовец» и пгт. Славское.